# Og nu til vejret
Og nu til vejret er en dansk kortfilm fra 2013 instrueret af Lars Drost Hundebøll.

## Handling
En stærk storm plager landet, men den lokale bedemand er af den opfattelse, at man er herre over sit eget liv, så længe man lever sundt. I løbet af dagen dukker pårørende til afdøde op i forretningen, og de beretter om den ene usandsynlige dødsårsag efter den anden.

## Medvirkende
- Kristian Ibler
- Morten Rose
- Leif Bach Sørensen